# فرانسيسكو أوركويو
فرانسيسكو أوركويو (بالإسبانية: Francisco Urcuyo Maliaños)‏ (و. 1915 – 2001 م) هو سياسي من نيكاراغوا .

## روابط خارجية
- فرانسيسكو أوركويو على موقع مونزينجر (الألمانية)